# Çapulcu
Cette page contient des caractères spéciaux ou non latins. S’ils s’affichent mal (▯, ?, etc.), consultez la page d’aide Unicode.
Çapulcu (en Alphabet phonétique international [t͡ʃapuɫd͡ʒu], prononcé en français tchapouldjou) est un substantif turc signifiant, maraudeur, vandale, canaille, racaille ou encore vermine

Cette qualification est utilisée notamment par le premier ministre turc Recep Tayyip Erdoğan pour désigner les personnes prenant part au mouvement de protestation en Turquie de 2013.
Le qualificatif est par la suite utilisé par les manifestants et les sympathisants eux-mêmes qui se définissent comme çapulcu, et l'adaptent notamment en anglais chapuller ou chapulling, ou en français chapulleur.

## Utilisation du terme par les autorités turques
Recep Tayyip Erdoğan, premier ministre du gouvernement AKP, opposé au mouvement, utilise le terme à plusieurs reprises
,. Ce n'est pas la première fois qu'il utilise ce mot, qu'il a employé pour qualifier des « saboteurs » du désengagement de la lutte armée du PKK. Les réseaux sociaux et autres sites internet ont adapté ce mot en anglais (chapulling) et lui ont donné cette nouvelle signification : celui/celle qui se bat pour les droits de chacun.